# Hautot-sur-Seine
Hautot-sur-Seine település Franciaországban, Seine-Maritime megyében. Lakosainak száma 395 fő (2022. január 1.). Hautot-sur-Seine Val-de-la-Haye, Grand-Couronne és Sahurs községekkel határos.

## Népesség
A település népességének változása:
| Lakosok száma | 408  | 412  | 421  | 413  | 406  | 399  | 396  | 396  | 395  |
|               | 2014 | 2015 | 2016 | 2017 | 2018 | 2019 | 2020 | 2021 | 2022 |